# Lissonota linearis
Lissonota linearis là một loài tò vò trong họ Ichneumonidae.